# Sacculina tesselata
Sacculina tesselata är en kräftdjursart som beskrevs av Hilbrand Boschma 1925. Sacculina tesselata ingår i släktet Sacculina och familjen Sacculinidae. Inga underarter finns listade i Catalogue of Life.